# Вайтерштадт
Вайтерштадт (нем. Weiterstadt) — город в Германии, в земле Гессен.
Подчиняется административному округу Дармштадт. Входит в состав района Дармштадт-Дибург. Население составляет 24 378 человек (на 31 декабря 2010 года).. Занимает площадь 34,4 км². Официальный код — 06 4 32 023.
Община подразделяется на 5 сельских округов.